# Xã Clay, Quận Dearborn, Indiana
Xã Clay (tiếng Anh: Clay Township) là một xã thuộc quận Dearborn, tiểu bang Indiana, Hoa Kỳ. Năm 2010, dân số của xã này là 2.966 người.